# Кавајон
Кавајон (фр. Cavaillon) насеље је и општина у Француској у региону Прованса-Алпи-Азурна обала, у департману Воклиз која припада префектури Апт.
По подацима из 2011. године у општини је живело 25.486 становника, а густина насељености је износила 554,53 становника/km². Општина се простире на површини од 45,96 km². Налази се на средњој надморској висини од 75 метара (максималној 200 m, а минималној 49 m).

## Демографија
| 1962.  | 1968.  | 1975.  | 1982.  | 1990.  | 1999.  | 2011.  |
| ------ | ------ | ------ | ------ | ------ | ------ | ------ |
| 17.058 | 18.544 | 21.259 | 20.615 | 23.102 | 24.563 | 25.486 |

График промене броја становника у току последњих година